# طرائف مرمر
طرائف مرمر أو مغامرات مانو (دبلجة أخرى) هي عبارة عن قصص مصورة، أصبحت رسوم متحركة في مارس 1990، تحكي عن شاب في سن المراهقة الذي يجمع النكت و الهراء الذي تكلف في بعض الأحيان صديقه روبيرت غاليا. عرض في العديد من القنوات العربية.

## الشخصيات
- مرمر( مانو ): هو شاب في الرابعة عشرة من عمره يبدو وكأنه مغني روك، دائماً متفائل و مبتهج، يلبس دائماً سترة ذهبية مع شعر ذهبي و أنف حاد، وبدون قصد يسبب الكثير من البؤس للناس الذين يلتقيهم.
- روبيرت: صديق مانو الذي دائماً ما يكون ضحية مشاكسات مانو، و كثير من المرات يطلب من مانو عدم القيام بذلك، يلبس دائماً النظارات.
- جوزيان: أخت مانو في السابعة من عمرها، متذمرة و متقلبة المزاج ، تظهر من وقت لآخر في المسلسل و الألبوم.
- راؤول: والد مانو، شخصية متعاطفة، ولكنه عصبي المزاج، يعطي دروساً لآخرين ولكن لايستطيع تطبيقها، يشكل خطراً حقيقياً عندما يكون في سيارته.
- سيمون: والدة مانو التي تشبهه كثيراً، استبدادية للغاية، تكره من يعصيها أو يصحح أخطائها.
- كيكي: كلب عائلة مانو.